# Некера карликова
Некера карликова (Neckera pumila) — вид мохів порядку гіпнобрієвих (Hypnales).

## Поширення
Ареал охоплює такі частини світу: Європа, Макаронезія.
Як епіфіт, Neckera pumila росте в основному на корі листяних дерев, рідше на хвойних, іноді навіть на скелях або старих стінах. Місця зростання розташовані в тінистих і вологих лісах від рівнин до гірських висот.

## Характеристика

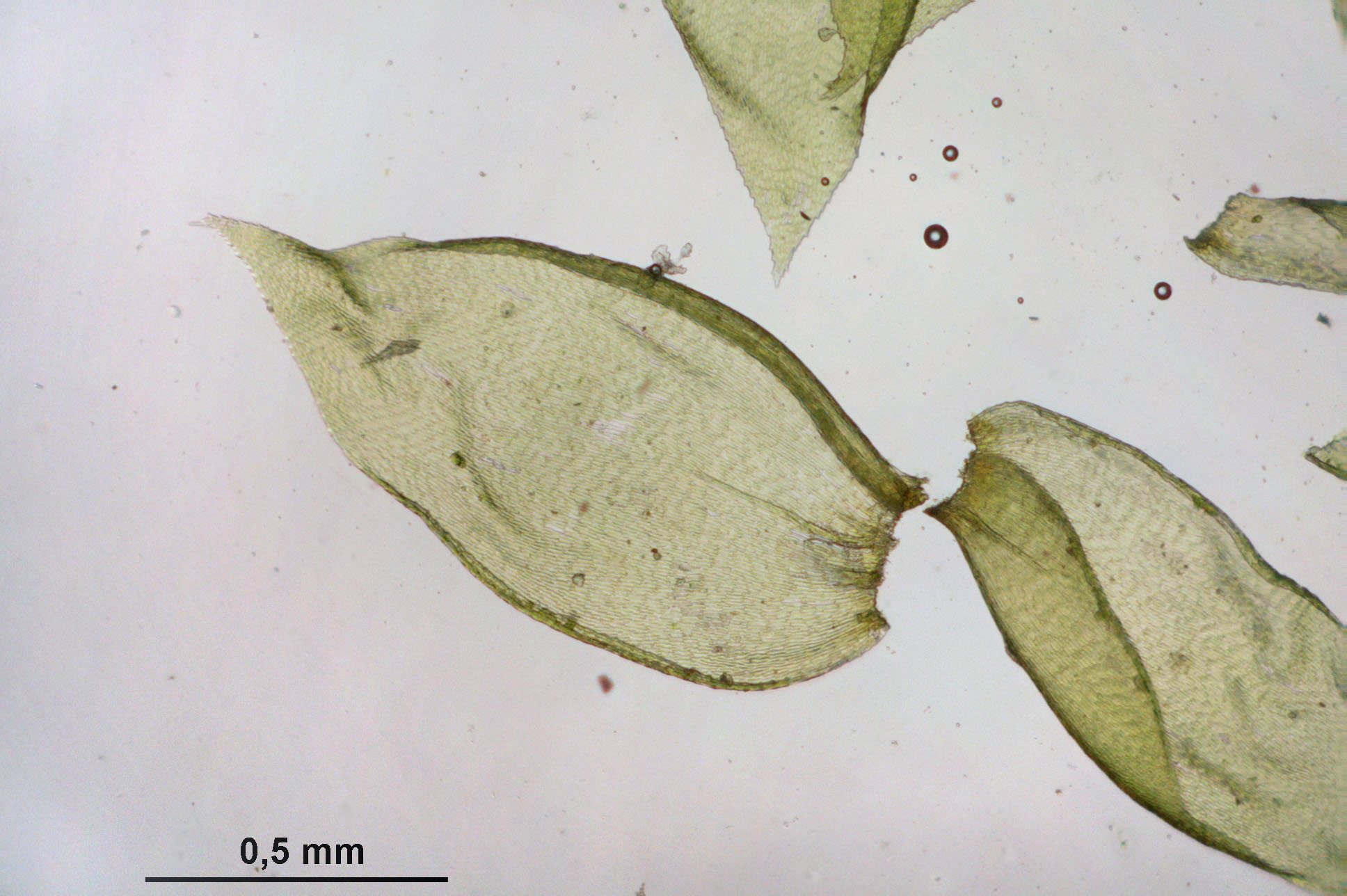

Вид утворює від світло-зелених до темно-зелених, дещо блискучі газони. Другорядні стебла мають довжину до 5 (максимум 10) сантиметрів, мають плоскі листя, перисті. Крім коротких, як правило, облистнених гілок, часто зустрічаються ниткоподібні, дрібнолисті, джгутикові пагони. Вони служать для вегетативного розмноження. Щільно розташовані, дещо хвилясті, видовжено-яйцеподібні листки гостро загострені, краї в нижній половині листа з одного боку загнуті, з іншого боку загнуті назад і підпилені у верхній частині листа. Жилка на листі коротка і подвійна або часто зовсім відсутня. Мох дводомний. Спорові коробочки утворюються рідко. Вони подовжено-яйцеподібні, на ніжках від 3 до 5 міліметрів завдовжки; капелюшок коробочки конусоподібної форми має короткий дзьоб. Спори мають розмір від 14 до 20 мкм.